# Christian Mayr
Christian „Butzi“ Mayr (* 17. Februar 1979 in Garmisch-Partenkirchen) ist ein ehemaliger deutscher Eishockeyspieler, der zuletzt beim  EV Füssen in der Oberliga Süd spielte. In der Saison 15/16 war Mayr Trainer des EV Mittenwald.

## Karriere
Christian Mayr durchlief zunächst alle Jugendabteilungen beim SC Riessersee, bevor er 1996 in der ersten Mannschaft in der 1. Liga Süd (auch Hacker Pschorr Liga genannt) debütierte. Nach fünf für ihn nicht so erfolgreichen Jahren wechselte er zur Saison 2001/02 für eine Spielzeit zum Deggendorfer EC, welcher in der Oberliga spielte. Trotz einer soliden Saison wechselte er für die Spielzeit 2002/03 zu den Dresdner Eislöwen. Hier bestritt er seine bisher erfolgreichste Saison (49 Punkte in 54 Spielen).
Zur Saison 2003/04 wechselte er zum ETC Crimmitschau in die 2. Bundesliga. In 48 Spielen erzielte Mayr lediglich 14 Punkte und wechselte zur neuen Saison zur Oberliga-Mannschaft der Blue Lions Leipzig. Hier konnte er an alte Erfolge anknüpfen und in 20 Spielen 21 Punkte erzielen und wechselte zur Saison 2005/06 zum EHC München. Nach 49 Spielen und zehn Punkten wechselte Mayr für die beiden folgenden Spielzeiten wieder zu seinem Heimatverein, mit welchem er den Aufstieg in die 2. Bundesliga zur Saison 2007/08 schaffte.
Vor der Saison 2008/09 wechselte Mayr zum TEV Miesbach in die Oberliga und machte während der Saison von seiner Ausstiegsklausel Gebrauch, um zu den Schwenninger Wild Wings in die 2. Bundesliga zu wechseln. Nach der Saison 2008/09 ging Mayr wieder zurück zum TEV Miesbach, der in der Saison 2009/10 in der Eishockey-Regionalliga spielte, ehe er von seinem Heimatverein vor der Saison 2010/11 reaktiviert wurde. Nach einem weiteren einjährigen Intermezzo in Garmisch-Partenkirchen wurde sein Vertrag im Juli 2011 nicht verlängert.
Mitte August 2011 wurde bekannt, dass Mayr zum viertklassigen TSV Peißenberg wechselte, unter anderem aus persönlichen Gründen und schlug somit auch ein Angebot der Löwen Frankfurt (ehemals Frankturt Lions) aus, die gerade erst wieder in die Oberliga zurückgekehrt waren. Nach einem nur vierwöchigen Intermezzo beim Bayernligisten TSV Peißenberg wechselte Mayr zum Oberligisten EC Peiting. Ende Dezember 2012 wurde Mayrs Vertrag in beidseitigem Einvernehmen aufgelöst und Mayr wechselte zum EV Füssen.

## Erfolge und Auszeichnungen
- 2011 Oberliga-Meister mit dem SC Riessersee

## Karrierestatistik
(Legende zur Spielerstatistik: Sp oder GP = absolvierte Spiele; T oder G = erzielte Tore; V oder A = erzielte Assists; Pkt oder Pts = erzielte Scorerpunkte; SM oder PIM = erhaltene Strafminuten; +/− = Plus/Minus-Bilanz; PP = erzielte Überzahltore; SH = erzielte Unterzahltore; GW = erzielte Siegtore; 1 Play-downs/Relegation; Kursiv: Statistik nicht vollständig)